# Anna Petronella Westerman

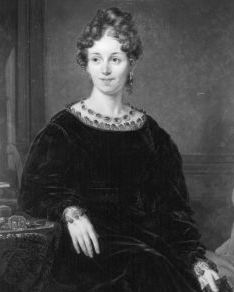
Anna Petronella Westerman

Anna Petronella Muller-Westerman (getauft 7. Mai 1802 in Rotterdam; gestorben 6. Juli 1893 in Bloemendaal) war eine niederländische Schauspielerin und Dramatikerin.

## Leben
Anna Petronella Westerman wurde am 7. Mai 1802 in Rotterdam getauft. Sie war die Tochter des Schauspielers, Verlegers und Schriftstellers Marten Westerman (1775–1852) und Anna Maria Rudolphina Vorst (1774–1860). Sie wuchs mit fünf Schwestern und drei Brüdern in einer wohlhabenden Familie auf. 1808 zog die Familie von Rotterdam nach Amsterdam, wo ihr Vater, Marten Westerman, als Schauspieler am Stadsschouwburg Amsterdam engagiert wurde. Anna Westerman erhielt dort Schauspielunterricht von der berühmten Schauspielerin Johanna Cornelia Wattier. In den 1820er Jahren stand sie manchmal mit ihrem Vater auf der Bühne. Beispielsweise trat sie 1823 mit ihm als Ophelia in Hamlet auf.
Anna Westerman heiratete am 19. Mai 1825 in Amsterdam den Schiffscharterer Jacobus Muller (1801–1865). Aus dieser Ehe gingen zwei Töchter hervor. Danach arbeitete sie unter dem Namen Muller-Westerman. Nach dem Tod ihrer Kollegin Geertruida Jacoba Hilverdink im Jahr 1827 bekam Muller-Westerman die wichtigen Rollen der Bühne. 1834 spielte sie auch einige Zeit für das Rotterdamer Theater.

### Dramatikerin
Sie schrieb mehrere Theaterstücke. Diese Rolle als Schauspielerin und Dramatikerin war für eine Frau zu der Zeit ungewöhnlich. Zu ihrer Zeit war nur noch Adriana van Rijndorp als Dramatikerin tätig, die eine Farce veröffentlichte und als Schauspielerin arbeitete.
Muller-Westerman veröffentlichte insgesamt drei Stücke, die sich jeweils auf eine Figur aus der niederländischen Geschichte konzentrierten: Haesje Claes, Gründerin des Burgerweeshuis (1831), Der Admiral Piet Pieterszoon Heyn in Delftshaven (1832) und Lambert Meliszoon (1834). Die Stücke passen in die Welle politisch-nationalistischer Veröffentlichungen zur Zeit des belgischen Aufstands und der Sezession. Sie verwiesen oft auf heroische Episoden aus der nationalen Vergangenheit, die den Zeitgenossen als Vorbild dienen könnten. Besonders in De Admiral Piet Hein über die Eroberung der spanischen Silberflotte gibt es viele pro-patriotische und anti-belgisch/französische Aussagen. Dieses erfolgreiche Stück wurde bis Mitte der 1940er Jahre im Amsterdamer Theater aufgeführt.
Sie entschied sich für die weniger bekannten Geschichten von Haesje Claes und Lambert Meliszoon. Die im 16. Jahrhundert lebende Haesje Claes, hatte um 1520 das Burgerweeshuis in Amsterdam gegründet. Sie zeigte als fromme, wohltätige Frau, dass auch Frauen zum Wohlergehen der bedrohten Nation beitragen konnten. Muller-Westerman selbst ging mit gutem Beispiel voran, indem er eine Benefizvorstellung von Haasje Klaasdatter für „die bedürftigen Familien vertriebener Milizsoldaten“ organisierte. Auch die Heldentat von Lambert Meliszoon, dem es 1573 gelang, seine alte, kranke Mutter vor den Spaniern zu retten, sollte die Zuschauer zu tugendhaftem Verhalten ermutigen. Mit Genehmigung des Innenministeriums durfte Müller-Westerman dieses Stück Königin Anna Pawlowna widmen. Dass ihr dieser seltene Gefallen zuteilwurde, hatte vermutlich damit zu tun, dass ihr Bruder Johannes Caspar während des Zehntagefeldzugs gestorben war.

### Späteres Leben
Sie verließ in den frühen 1940er Jahren das Amsterdamer Theater. Der Grund für ihren Weggang war ihre Unzufriedenheit mit der Politik des neuen Vorstands, der 1840 sein Amt angetreten hatte und Oper, Ballett und Melodram höchste Priorität einräumte. Bemerkenswerterweise war auch ihr Vater Mitglied dieses Gremiums, über seine genaue Rolle in dem Konflikt sind jedoch keine Informationen bekannt. Es scheint, dass damit ihre Bühnenkarriere beendet war, denn aus den folgenden Jahren sind keine Auftritte oder Veröffentlichungen von ihr bekannt.
Im Jahr 1865 zog Muller-Westerman nach dem Tod ihres Mannes auf einen Landsitz in Bloemendaal. Dort war sie für ihre Familie da und kümmerte sich nach dem Tod einer ihrer Töchter im Jahr 1872 um die Betreuung zweier Enkelkinder. Als 1874 auch ihr Vater starb, kamen drei weitere Enkelkinder zu ihr. Anna Müller-Westerman starb im Alter von 91 Jahren am 6. Juli 1893.